# You Cannot Kill David Arquette
You Cannot Kill David Arquette («No puedes matar a David Arquette») es un documental estadounidense de 2020, dirigido por David Darg y Price James. Sigue a David Arquette intentando volver a la lucha libre profesional después de que su carrera como actor se estanca.
Fue lanzado el 21 de agosto de 2020 por Super LTD. 

## Argumento
David Arquette intenta regresar a la lucha libre, lo que paralizó su carrera como actor. 

## Reparto
- David Arquette
- Patricia Arquette
- Rosanna Arquette
- Richmond Arquette
- Courteney Cox
- Ric Flair
- Mick Foley
- Eric Bischoff
- Peter Avalon
- Diamond Dallas Page

## Producción
En diciembre de 2019, se anunció que David Darg y Price James habían dirigido un documental siguiendo a David Arquette, en el transcurso de dos años, con Patricia Arquette, Rosanna Arquette, Richmond Arquette, Courteney Cox y Ric Flair listos para aparecer en la película.

## Lanzamiento
La película estaba programada para su estreno mundial en South by Southwest el 20 de marzo de 2020. El festival fue cancelado debido a la pandemia de COVID-19. Poco después, Super LTD adquirió los derechos de distribución de la película. Fue lanzado en autocines el 21 de agosto de 2020, y a través de plataformas digitales y bajo demanda el 28 de agosto.

## Recepción
En Rotten Tomatoes, la película tiene un índice de aprobación del 84%. El consenso crítico del sitio dice: «No se puede matar a David Arquette, ni se puede negar la total visibilidad de este documental inusual y sorprendentemente conmovedor».
Owen Gleiberman dio una crítica positiva en Variety y elogió cómo la película maneja la fusión entre kayfabe en la lucha libre profesional y la realidad: «Al final de You Cannot Kill David Arquette, nos sumerge en una narrativa de lucha libre que el documental quiere que creas, incluso mientras se encuentra en el exterior mirando hacia adentro. ¿Arquette es un actor que ha estado triunfando sobre su mayor fracaso para poder explotarlo? ¿O es un luchador con corazón de león que encuentra el triunfo al recorrer la distancia? Lo extraño es que no hay diferencia».
Para Film Pulse, Adam Patterson dio una crítica generalmente positiva, pero se preguntó si Arquette podría ser bien recibido por la audiencia como un perdedor: «Esto [...] puede ser una píldora difícil de tragar para algunos, considerando que aparentemente ha tenido un exitosa carrera, vive en una hermosa casa y tiene una familia que lo cuida profundamente».